# Cacia imitatrix
Cacia imitatrix là một loài bọ cánh cứng trong họ Cerambycidae.